# Jan Brejcha
Jan Brejcha (ur. 1867, zm. 1924) – urzędnik czechosłowacki, pierwszy gubernator Rusi Podkarpackiej.
W latach 1919–1920 był gubernatorem Rusi Podkarpackiej. W 1924 przeniesiony na emeryturę.